# Squadra norvegese di Fed Cup
La squadra norvegese di Fed Cup rappresenta la Norvegia nella Fed Cup, ed è posta sotto l'egida della Norges Tennisforbund.
Essa partecipa alla competizione dal 1963 raggiungendo gli ottavi di finale nel 1972 e nel 1974.

## Organico 2011
Aggiornato ai match del gruppo III (3-6 maggio 2011). Fra parentesi il ranking della giocatrice nei giorni della disputa degli incontri.
- Ulrikke Eikeri (WTA #)
- Emma Flood (WTA #)
- Caroline Rohde-Moe (WTA #)
- Hedda Odegaard (WTA #)

## Ranking ITF
- Il prossimo aggiornamento del ranking è previsto per il mese di febbraio 2012.

| Norvegia nel Ranking ITF (aggiornata al 7 novembre 2011) |                 |        |                            |
| Pos                                                      | Squadra         | Punti  | Gruppo                     |
| 64                                                       | Singapore       | 322.50 | Gruppo II - Asia/Oceania   |
| 65                                                       | Uruguay         | 296.00 | Gruppo II - Americhe       |
| 66                                                       | Rep. Dominicana | 290.50 | Gruppo II - Americhe       |
| 67                                                       | Norvegia        | 252.75 | Gruppo III - Europa/Africa |
| 68                                                       | Kirghizistan    | 246.75 | Gruppo II - Asia/Oceania   |
| 69                                                       | Cuba            | 229.50 | Gruppo II - Americhe       |
| 70                                                       | Marocco         | 220.00 | Gruppo III - Europa/Africa |